# Yórgos Zambétas
Yórgos Zambétas (en grec moderne : Γιώργος Ζαμπέτας ; Athènes, 25 janvier 1925 - 10 mars 1992) est un musicien grec, l’un des plus réputés joueurs de bouzouki de son temps.

## Biographie
La famille de Yórgos Zambétas est originaire de l’île de Kythnos. Il naît en 1925 dans le quartier de Metaxourgeío à Athènes. Ses parents sont Michális Zambétas, coiffeur, et Maríka Moraïti, nièce d’un baryton renommé à cette époque. Il commence à jouer du bouzouki très jeune : à 7 ans, il remporte un concours scolaire avec l’une de ses compositions. Sa rencontre lorsqu’il a 13 ans avec Vassílis Tsitsánis joue un rôle déterminant dans sa carrière : Tsitsánis est l’un des principaux musiciens qui ont contribué à sortir le genre musical « rebetiko » du mépris dans lequel il a longtemps été tenu.
Zambétas s’installe à Egáleo, dans la banlieue ouest d’Athènes, au début des années 1940. À la même période, il fonde son premier orchestre.
Jusqu’aux années 1980, il est l’un des principaux musiciens représentatifs de la musique populaire en Grèce ; il collabore à de très nombreux films, où il apparaît et dont il écrit la bande sonore. Il est également l’interprète des autres grands compositeurs grecs de la seconde moitié du XXe siècle, notamment Mános Hadjidákis, Míkis Theodorákis, Stávros Xarchákos etc.
Yórgos Zambétas meurt en 1992 à l’hôpital Sotiría d’Athènes, d’un cancer des os. Il était âgé de 67 ans. Son quartier d'Egáleo lui avait dédié en 1990 un square.

## Chansons célèbres
- 1964 : Ta Deilina (Τα δειλινά), paroles : María Róka
- 1965 : 
  - Siko Horepse Sirtaki (Σήκω χόρεψε συρτάκι), paroles : Alékos Sakellários, interprète : Alíki Vouyoukláki
  - Ximeromata (Ξημερώματα), paroles : Dimítris Christodoúlou
- 1967 : Stalia, stalia (Σταλιά, σταλιά), paroles : Dionísis Tzefrónis, du film Ο πιο καλος ο μαθητης, créée par Marinella
- 1971 : Romios Agapise Romia (Ρωμιός αγάπησε Ρωμιά), paroles : Xenofón Filéris